# بيتر جاكسون
 بيتر جاكسون (بالإنجليزية: Peter Jackson) (ولد في 9 أكتوبر 1961) مخرج سينمائي نيوزلندي حاصل على ثلاث جوائز أوسكار في الإخراج. حصل على شهرته الواسعة من إخراجه لثلاثية سيد الخواتم التي قام بكتابة نصها السينمائي مع فران والش (زوجته) وفيليبيا بوينس من روايات الكاتب البريطاني ج. ر. ر. تولكين. يعتبر ثلاثية سيد الخواتم من أفضل وأقوى الأفلام التي تتعلق بالتاريخ والشجاعة وقد قام مع نفس فريق العمل بإخراج سلسلة الهوبيت التي تم إصدارها على ثلاثة أجزاء في دور السينما :
- الجزء الأول : الهوبيت رحلة غير متوقعة في عام ديسمبر 2012
- الجزء الثاني : الهوبيت : قفرة السموغ في عام ديسمبر 2013
- الجزء الثالث : الهوبيت معركة الجيوش الخمسة في عام ديسمبر 2014

يذكر أن فيلم The Lord of the Rings: The Return of the King يعد رابع أكبر فيلم على الإطلاق من حيث الإيرادات بعد أفتار وتايتانيك وهاري بوتر ومقدسات الموت ج2

## نشأته
وُلد جاكسون في 31 أكتوبر 1961 في ولينغتون وترعرع في بلدة بوكروا الساحلية القريبة. كان والداه جوان (كنيتها قبل الزواج روك)، عاملة مصانع وربة منزل، وويليام (بيل) جاكسون، كاتب الأجور- من المهاجرين من إنجلترا.
كان جاكسون، عندما كان طفلًا، من أشد المعجبين بالأفلام، إذ نشأ على أفلام راي هاريهاوزن، ووجد إلهامًا في المسلسل التلفزيوني ثندر بيردس وسرك مونتي بايثون الطائر. بعد أن منح صديق العائلة لآل جاكسون كاميرا سينمائية من نوع سوبر 8 مفكرًا ببيتر، بدأ بيتر بإنتاج أفلام قصيرة مع أصدقائه. يذكر بيتر منذ فترة طويلة كينغ كونغ بأنه فيلمه المفضل، وحاول في سن التاسعة إعادة تشكيل الفيلم باستخدام نماذج التحريك الخاصة به. عندما صنع جاكسون ملحمةً عن الحرب العالمية الثانية بعنوان دورية القزم، تُرى على القرص الإضافي لفيلم ذوق سيء الذي أظهر أول تأثير خاص له في وضع الثقوب في الفيلم من أجل مشاهد الضرب بالرصاص، وفيلم ساخر عن جيمس بوند بعنوان كولد فينجر. لعل فيلم الوادي كان أبرز فيلم قصير مدته 20 دقيقة صنعه جاكسون، وفاز به بجائزة خاصة بسبب المشاهد التي استخدمها.
في المدرسة، أعرب جاكسون عن عدم اهتمامه بالرياضة. يتذكر زملاؤه أيضًا أنه كان يرتدي معطفًا واق من المطر وأن فيه هوس يكاد يكون دينيًا. لم يحصل على تدريب رسمي في صناعة الأفلام، لكنه تعلم المونتاج والمؤثرات الخاصة والماكياج إلى حد كبير من خلال تجاربه وأخطائه. عندما كان شابًا صغيرًا، اكتشف جاكسون عمل المؤلف جيه آر آر تولكين بعد مشاهدة فيلم سيد الخواتم 1978، وهو فيلم رسوم متحركة لرالف باكشي كان جزءًا مقتبسًا عن ثلاثية تولكين الفانتازية. عندما كان عمره 16 عامًا، ترك جاكسون المدرسة وبدأ العمل بدوام كامل كناقش صور لجريدة ولينغتون، ذا إيفنينغ بوست. طوال السنوات السبع التي عمل خلالها هناك، عاش جاكسون في المنزل مع والديه حتى يتمكن من توفير أكبر قدر ممكن من المال للإنفاق على معدات الأفلام. بعد عامين من العمل، اشترى جاكسون كاميرا تصور صورًا بدقة 16 ميليمتر، وبدأ تصوير فيلم أصبح لاحقًا فيلم ذوق سيء.

## التأثير والإلهام
ذكر جاكسون لفترة طويلة تأثره بالعديد من الأفلام. من المعروف أن جاكسون لديه شغف بكينغ كونغ، وغالبًا ما يستشهد به على أنه فيلمه المفضل والفيلم الذي ألهمه في وقت مبكر من حياته. يتذكر جاكسون محاولة إعادة تشكيل كينغ كونغ عندما كان في التاسعة. في 2009 في مؤتمر كوميك كون الدولي في سان دييغو، أثناء إجراء مقابلات جنبًا إلى جنب مع مخرج فيلمي أفاتار وتيتانك جيمس كاميرون، قال جاكسون إن بعض الأفلام أعطته دفعةً إلى الأمام. ذكر أفلام الجريمة لمارتن سكورسيزي الأصدقاء الطيبون وكازينو، إذ أشار إلى شيء معين في تلك الأفلام والطريقة التي يصور بها مارتن سكورسيزي دون خوف، هي ما جعله يشاهد تلك الأفلام ويشعر بالإلهام. قال جاكسون إن فيلم واترلو ألهمه في شبابه. تشمل التأثيرات الأخرى جورج روميرو وسام ريمي والمؤثرات الخاصة لراي هاريهاوزن.

## الترشيحات لجائزة الأوسكار
- أفضل سيناريو أصلي عام 1995 عن فيلم Heavenly Creatures
- أفضل نص مقتبس عام 2002 عن فيلم The Lord of the Rings: The Fellowship of the Ring
- أفضل مخرج عام 2002 عن فيلم The Lord of the Rings: The Fellowship of the Ring
- أفضل فيلم عام 2002 عن فيلم The Lord of the Rings: The Fellowship of the Ring
- أفضل فيلم عام 2003 عن فيلم The Lord of the Rings: The Two Towers
- أفضل نص مقتبس عام 2004 عن فيلم The Lord of the Rings: The Return of the King وفاز بها
- أفضل مخرج عام 2004 عن فيلم The Lord of the Rings: The Return of the King وفاز بها
- أفضل فيلم عام 2004 عن فيلم The Lord of the Rings: The Return of the King وفاز بها
- أفضل فيلم عام 2010 عن فيلم District 9
- الترشيحات لجائزة الجولدن جلوب:

أفضل مخرج عام 2002 عن فيلم The Lord of the Rings: The Fellowship of the Ring
أفضل مخرج عام 2003 عن فيلم The Lord of the Rings: The Two Towers
أفضل مخرج عام 2004 عن فيلم The Lord of the Rings: The Return of the King وفاز بها
أفضل مخرج عام 2006 عن فيلم King Kong

## روابط خارجية
- بيتر جاكسون على موقع IMDb (الإنجليزية)
- بيتر جاكسون على موقع ميتاكريتيك (الإنجليزية)
- بيتر جاكسون على موقع الموسوعة البريطانية (الإنجليزية)
- بيتر جاكسون على موقع روتن توميتوز (الإنجليزية)
- بيتر جاكسون على موقع مونزينجر (الألمانية)
- بيتر جاكسون على موقع ألو سيني (الفرنسية)
- بيتر جاكسون على موقع ميوزك برينز (الإنجليزية)
- بيتر جاكسون على موقع تيرنر كلاسيك موفيز (الإنجليزية)
- بيتر جاكسون على موقع أول موفي (الإنجليزية)
- بيتر جاكسون على موقع بوكس أوفيس موجو (الإنجليزية)